# Lambert Verdonk
Lambert Verdonk (Hoensbroek, 20 september 1944) is een Nederlands voormalig voetballer.
Op zestienjarige leeftijd maakt Verdonk zijn debuut in het eerste elftal van Hoensbroek. Hij bereikt het Nederlands jeugdelftal en collega-jeugdinternational Piet Giesen brengt hem in contact met PSV-manager Ben van Gelder. In 1963 verhuist Verdonk naar PSV en debuteert op negentienjarige leeftijd bij de Eindhovenaren. Niet veel later maakt hij ook zijn debuut in het Nederlands Elftal. Nog steeds staat Verdonk in de top 20 van de jongste debutanten in Oranje. Verdonk speelt vier interlands, alle vier als negentienjarige. Hij hoort op dat moment als linksbuiten van PSV in het rijtje Keizer (AFC Ajax), Moulijn (Feyenoord) en Rensenbrink (DWS). Dit zijn ook zijn concurrenten binnen Oranje. Na vier wedstrijden verliest Lambert zijn plaats als Moulijn weer hersteld is van een blessure. In het jaaroverzicht 1964 van Sport in Beeld wordt het debuut van Verdonk als een van de hoogtepunten van het sportjaar genoemd.
In 1967 vertrekt Verdonk bij PSV. Hij is dan 22 jaar en heeft 94 competitiewedstrijden gespeeld. Hij gaat naar Sparta, waar hij samenwerkt met trainer Wiel Coerver. In de seizoenen daarna speelt hij bij N.E.C. (trainer Remmers) en Go Ahead Eagles (onder Barry Hughes).
In 1972 gaat Verdonk naar Frankrijk, waar hij een fantastisch seizoen meemaakt bij Olympique Marseille. Hij wordt met het elftal kampioen en wint ook de beker. Verdonk heeft een groot aandeel in dit succes met drie belangrijke treffers en een aantal 'assists'.
Na dat seizoen wordt hij vanwege financiële problemen bij Marseille (na malversaties van de voorzitter) verhuurd aan AC Ajaccio en verhuist hij naar Corsica. Hij beëindigt zijn profcarrière in 1974 bij AS Angoulême.
Op 11 december 2010 verschijnt het boek Lambert Verdonk, een voetballeven op linksbuiten, geschreven door zijn plaatsgenoot en trainer in de jeugd, de Hoensbroekenaar Driek van 't Hoofd.